# Агуакатекский язык
Агуакатекский (авакатек) — один из майяских языков. Распространён прежде всего в муниципалитете Агуакатан гватемальского департамента Уэуэтенанго. Число носителей составляет 9610 человек.
Наиболее близкородственный язык — ишильский, вместе с которым агуакатекский образует ишильскую группу мамской ветви языков. Сами аватекцы называют свой язык Qa’yol, что можно буквально перевести как «наше слово».
- Агуакатекский алфавит из издания 1957 года: a, ä, b, c, c', ch, ch', e, ë, i, ï, ', j, k, k', l, m, n, o, ö, p, q, q', r, s, t, t', ts, ts', u, ü, w, ẍ, x, tx, tx', y[2].
- Агуакатекский алфавит из издания 1999 года: a, a', b, c, c', ch, ch', cy, cy', e, e', i, i', j, k, k', l, m, n, o, o', p, r, s, t, t', tz, tz', u, u', w, ẍ, x, tx, tx', y[3].

## Примеры лексики
- B’alaj ula’n (добро пожаловать!)
- B’alaj jalchan (добрый день)
- B’a’n pe' wutzu'? (как дела?)
- Mb’i b’i’u'? (как вас зовут?)

Счёт от 1 до 10:
- 1: Jun
- 2: kob'
- 3: Ox
- 4: kyaj
- 5: O'
- 6: Wuqaq
- 7: Wuq
- 8: Waxaq
- 9: Béluj
- 10: Lajuj